# Orthocaulis attenuatus
Orthocaulis attenuatus là một loài rêu trong họ Anastrophyllaceae. Loài này được Nees A. Evans mô tả khoa học đầu tiên năm 1938.